# Antonio Canevari

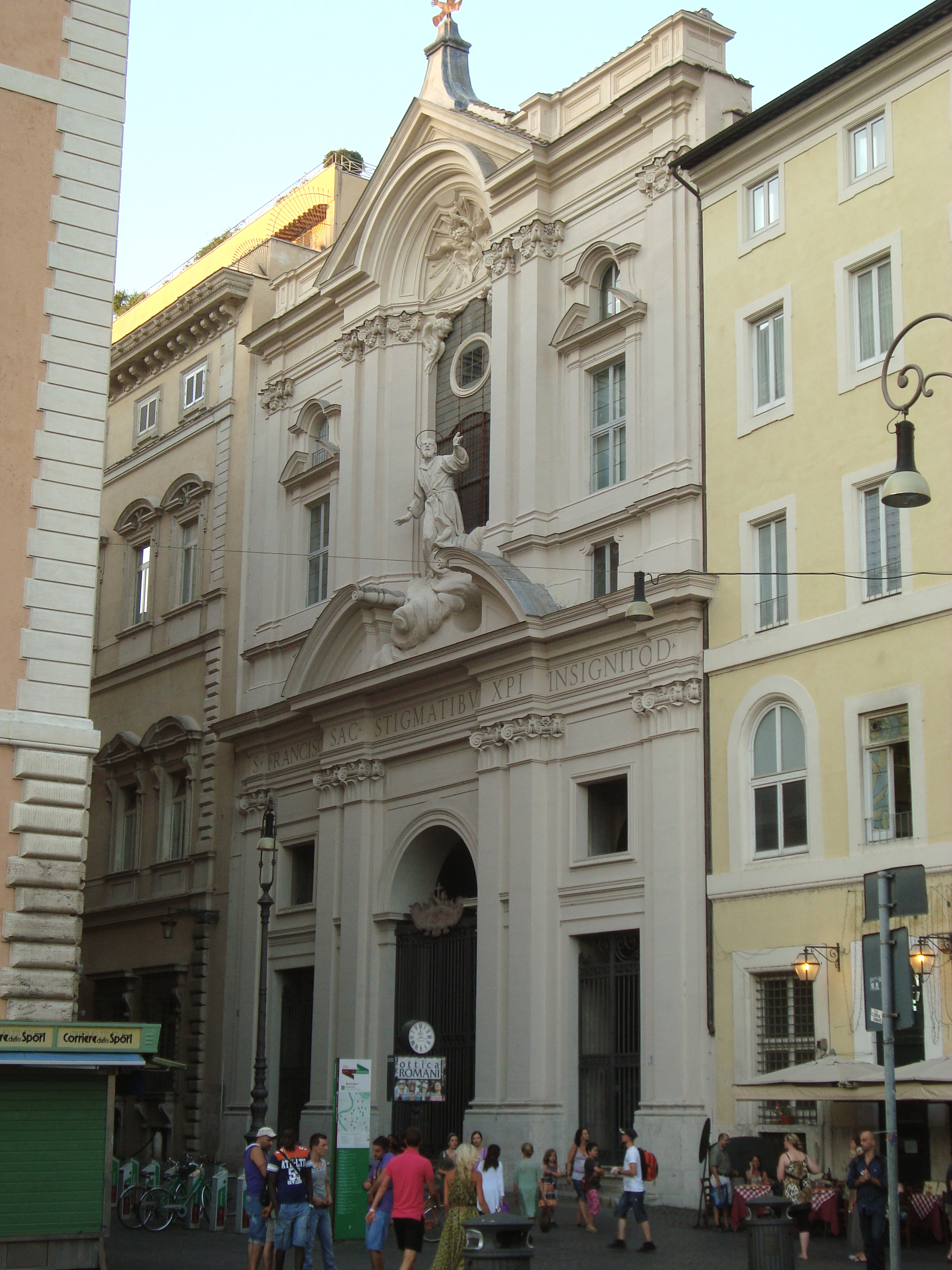
Fasaden till kyrkan Santissime Stimmate di San Francesco vid Via dei Cestari i Rione Pigna i Rom.

Antonio Canevari, född 1681 i Rom, död 1764 i Neapel, var en italiensk arkitekt, lärare åt Nicola Salvi.

## Biografi
Canevari var elev till den tämligen okände arkitekten Antonio Valeri. Canevari lät för första gången tala om sig då han tillsammans med bland andra Filippo Juvarra och Nicola Michetti deltog i arkitekttävlingen om Peterskyrkans nya sakristia.
År 1715 blev Canevari medlem av Accademia dell'Arcadia, som hade grundats 1690 av poeter i kretsen kring drottning Kristina. Portugals kung, Johan V, donerade en liten trädgård åt akademin. Trädgården, som är belägen på Janiculums sluttning, var ämnad som mötesplats för akademins medlemmar. Canevari fick i uppdrag att projektera det som idag är Bosco Parrasio.
Canevari kallades 1732 till Lissabon, där han ritade ett flertal byggnader som dock skadades eller förstördes i samband med en jordbävning 1755. Canevari återvände till Italien 1732 och fick då i uppdrag av Karl III att försköna Neapels stadsbild.

## Byggnadsverk i urval

### Rom
- 1715–1718 – Kyrkan Santi Giovanni e Paolo, ombyggnad
- 1719 – Kyrkan Santissime Stimmate di San Francesco, fasaden[1]
- 1723 – Bosco Parrasio
- 1724–1726 – Kyrkan Sant'Eustachio, restaurering